# Aspilota vargus
Aspilota vargus är en stekelart som beskrevs av Sergey A. Belokobylskij 2007. Aspilota vargus ingår i släktet Aspilota och familjen bracksteklar. Inga underarter finns listade.